# Bastoni rotti

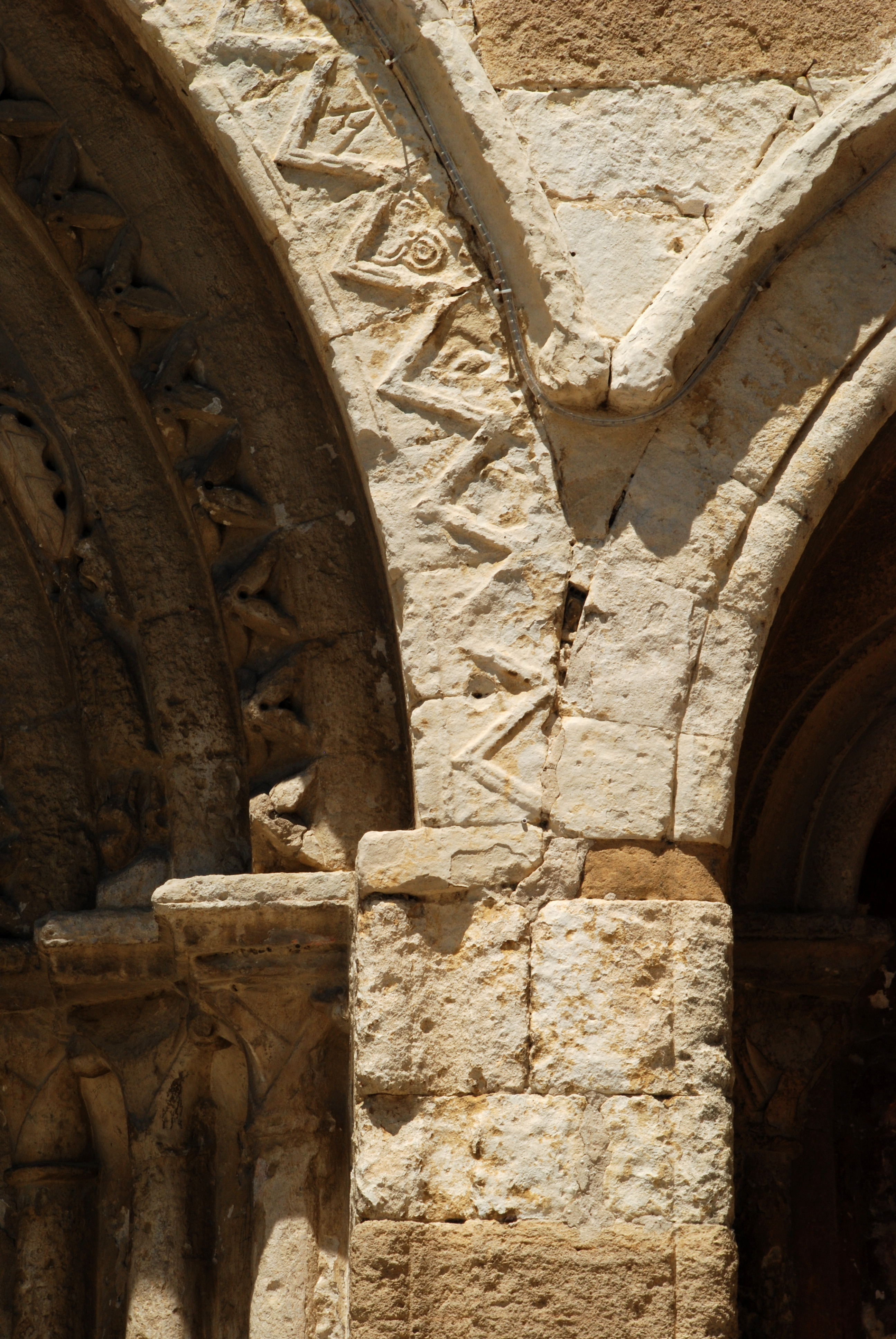
Cordone di bâtons brisés sul portale della chiesa di Notre-Dame-de-Nazareth de Valréas

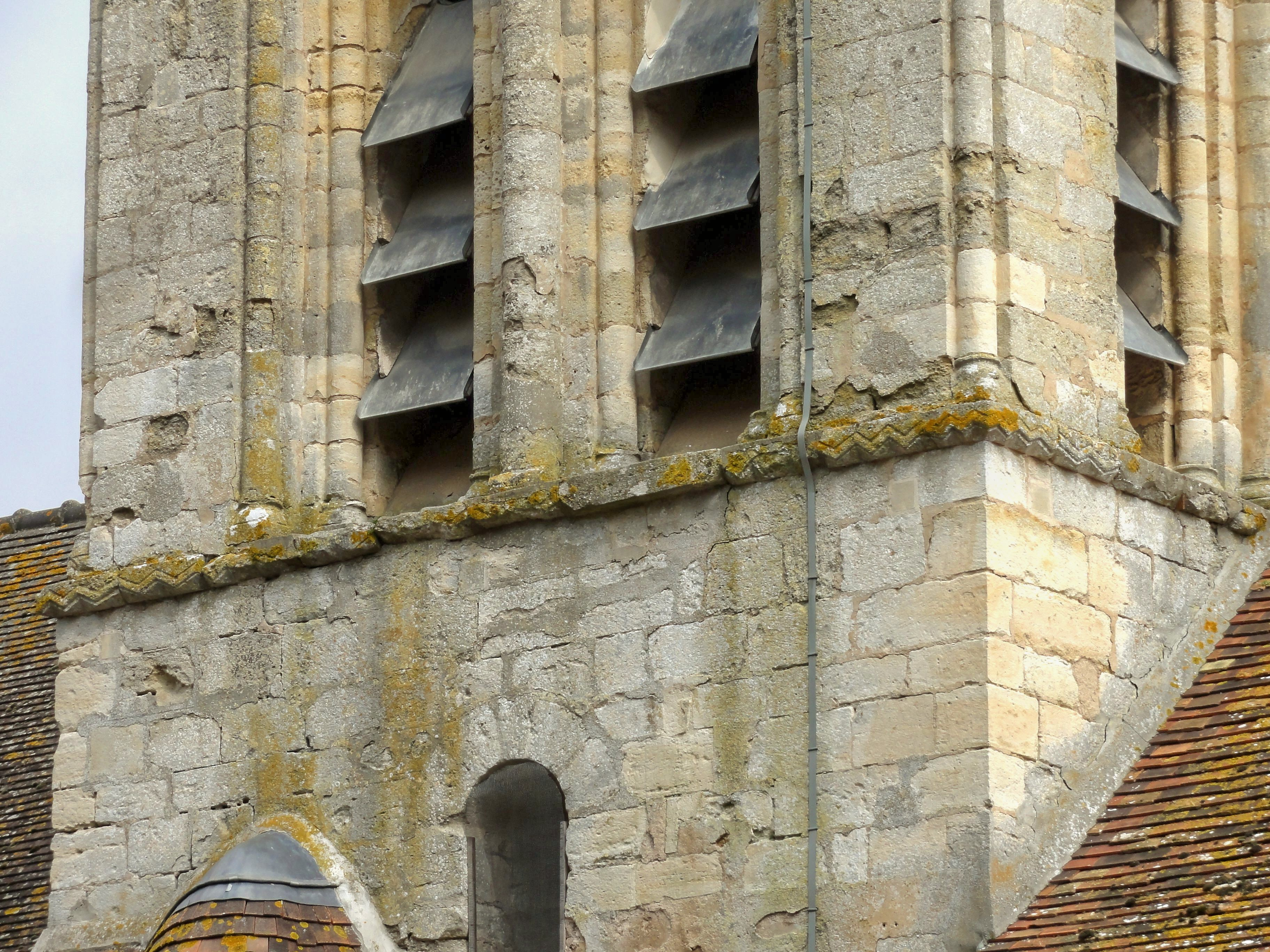
Sul campanile della chiesa di Saint-Lucien de Courcelles-sur-Viosne

Il motivo a bastoni rotti o (bâtons brisés), noto anche come spina di pesce o chevron, è un motivo ornamentale di segmenti di linea in rilievo disposti a zig-zag, che si trova nell'architettura romanica normanna di Normandia, Inghilterra e Sicilia e nello stile di transizione romanico-gotico, nell'architettura mudéjar e nell'architettura neogotica. Questo motivo può essere semplicemente descritto come a zig-zag da alcuni autori come Arcisse de Caumont.

## Descrizione
Questo tipo di ornamento architettonico in fascia è fatto di segmenti di linea a zig-zag disposti in piedi nel piano di soccorso della muratura. Si differenzia dal fregio a denti di sega che si compone di piccoli triangoli piani.
In alcuni casi, tuttavia, questi due ornamenti combinano, un cordone di bastoncini rotti sposando il percorso del fregio del dente di sega come nel portale della chiesa di Notre-Dame de Taverny.
A differenza del fregio a denti d'ingranaggio e del fregio a dente di sega che prendono la forma di un fregio a scala o di un fregio a semicerchio, il cordone a bastoni rotti segue quasi sempre il profilo arcuato ma raramente accompagna i cornicioni o una forma di striscia orizzontale. Ciò vale soprattutto per i portali e i portici.
La fascia può essere presentata come un toro o una salsiccia ben tagliata. Diverse righe di bastoni triangolari possono essere giustapposti sia all'esterno di un'arcata nell'intradosso, in modo da formare losanghe lungo l'angolo.

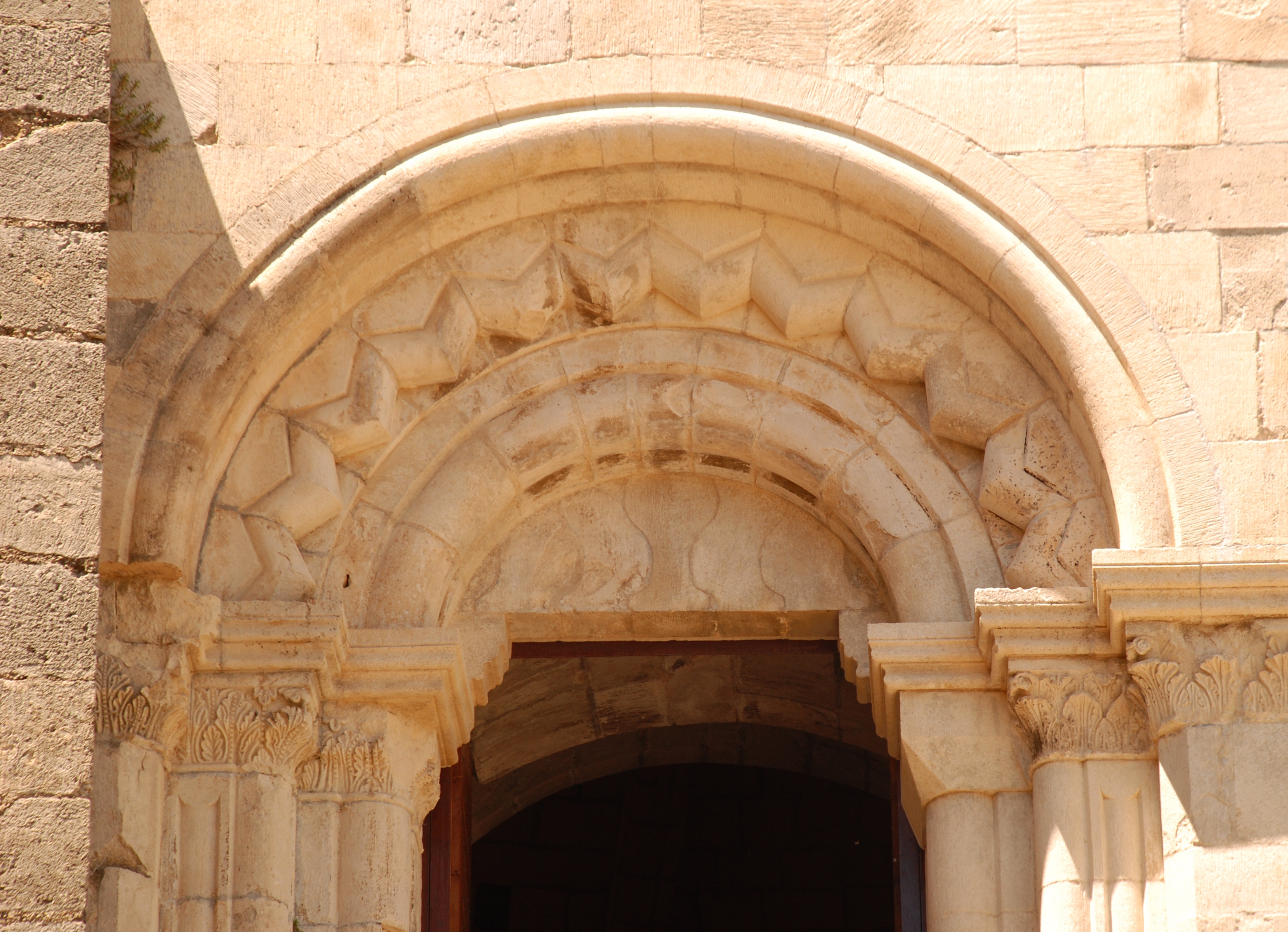
L'archivolto della porta romana del Castello di Simiane-la-Rotonde

## Il motivo a bastoni rotti nell'architettura romanica
D'origine anglo-normanna, il motivo a bastoni rotti si propaga nell'architettura romanica del Vexin francese e nel sud della Piccardia alla fine del XI secolo, si può trovare una più ampia distribuzione nella seconda metà del XII secolo. Con la conquista normanna dell'Italia meridionale e della Sicilia, questo motivo si diffuse in queste zone.
Si ritrovano, per esempio, sulla forma semplice nei portali della chiesa di Notre-Dame-de-Nazareth di Valréas, nella chiesa di Notre-Dame de Trumilly e nella chiesa di Saint-Lucien de Bury, e sotto la forma doppia nel portale della chiesa di Saint-Martin de Lierville e inoltre nelle chiese del dipartimento della Manica come Saint-Pair a Sartilly, Saint-Pair d'Yquelon e Notre-Dame di Bréville-sur-Mer. Nelle grandi arcate della navata, i bastoni rotti appaiono nella chiesa di Bury e nella chiesa di Saint-Denis di Foulangues. Più raramente, i bastoni rotti possono essere utilizzati sui tori degli archi, come è il caso nella Sala dei Marescialli sul pavimento del castello reale di Senlis, rovinato.

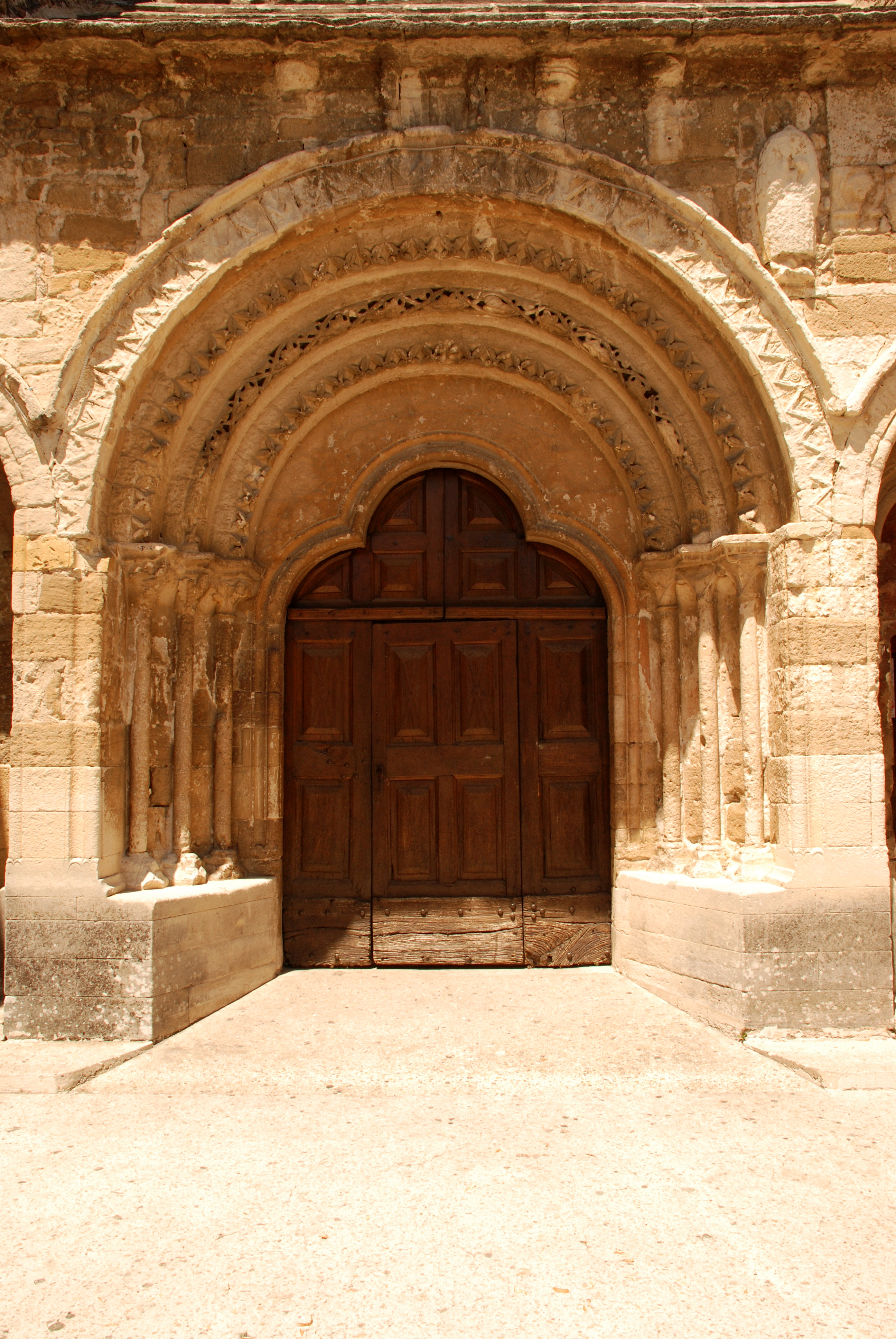
Chiesa di Notre-Dame-de-Nazareth de Valréas.
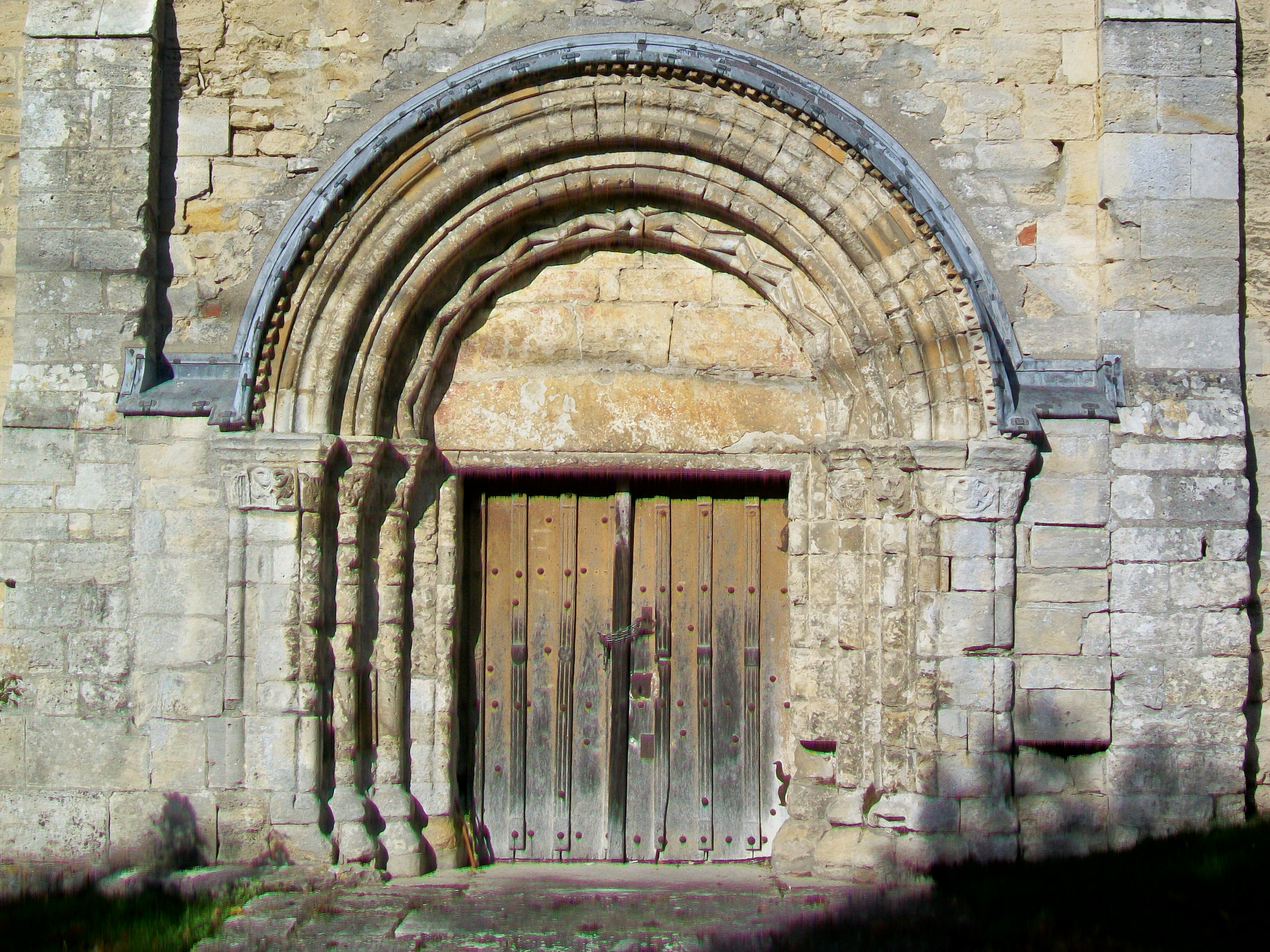
Portale laterale della chiesa di Saint-Lucien de Bury.
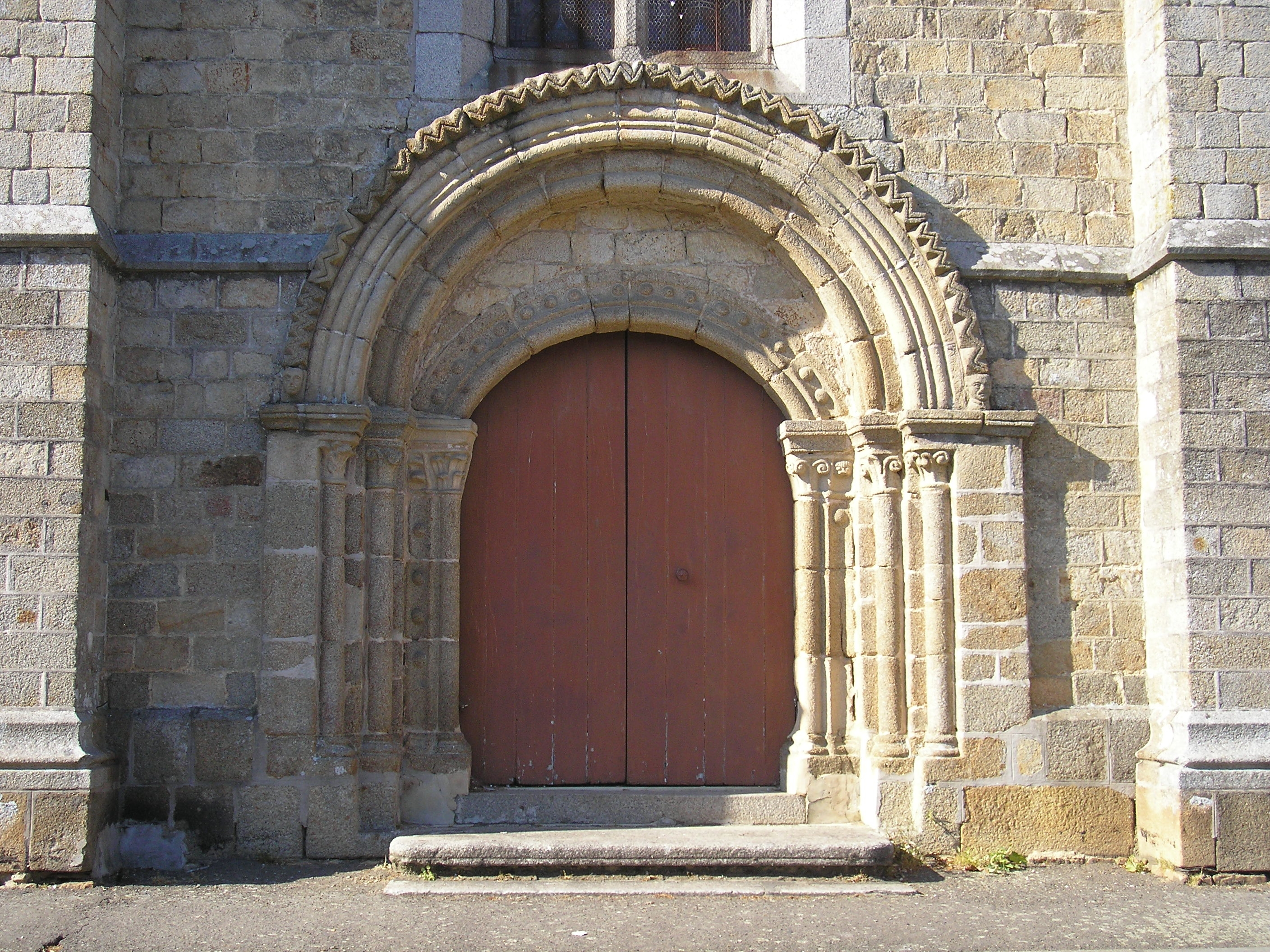
Doppio cordone di bâtons brisés nel portale della chiesa di Saint-Pair de Sartilly.
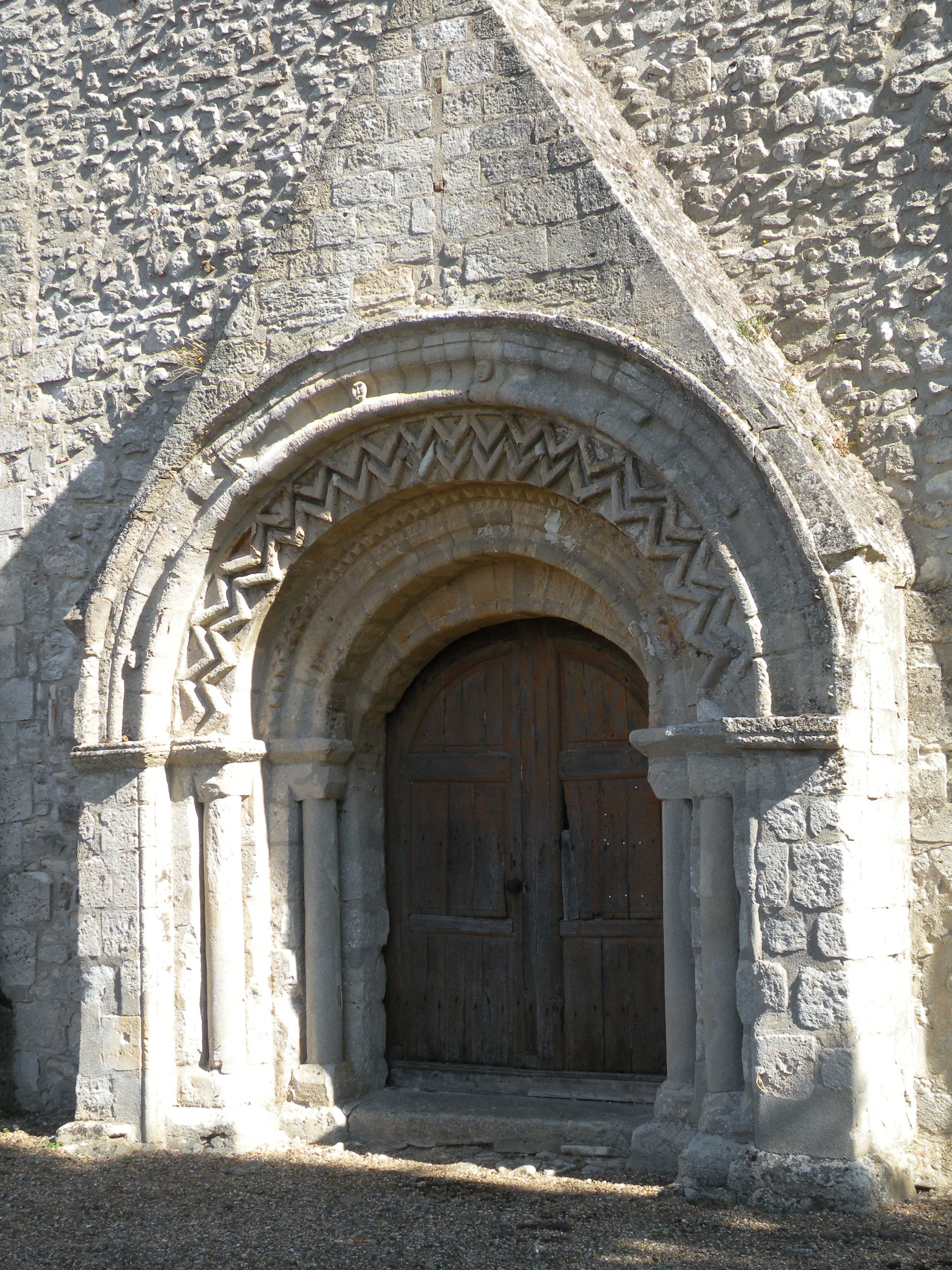
Doppio cordone di bâtons brisés nel portale della chiesa di Saint-Martin de Lierville.
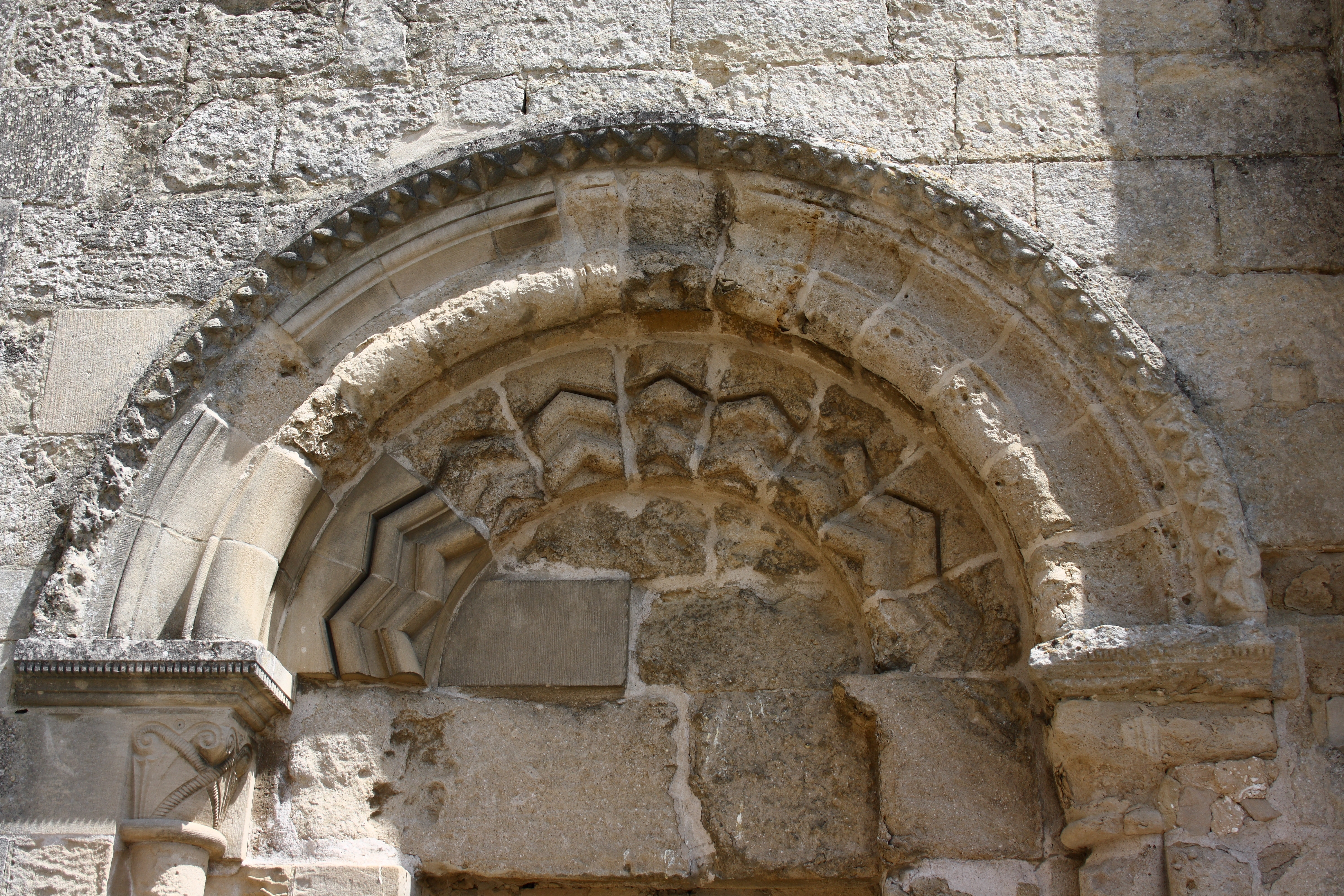
Doppio cordone nel portale laterale della chiesa di Saint-Pierre-et-Saint-Paul de Santeuil.
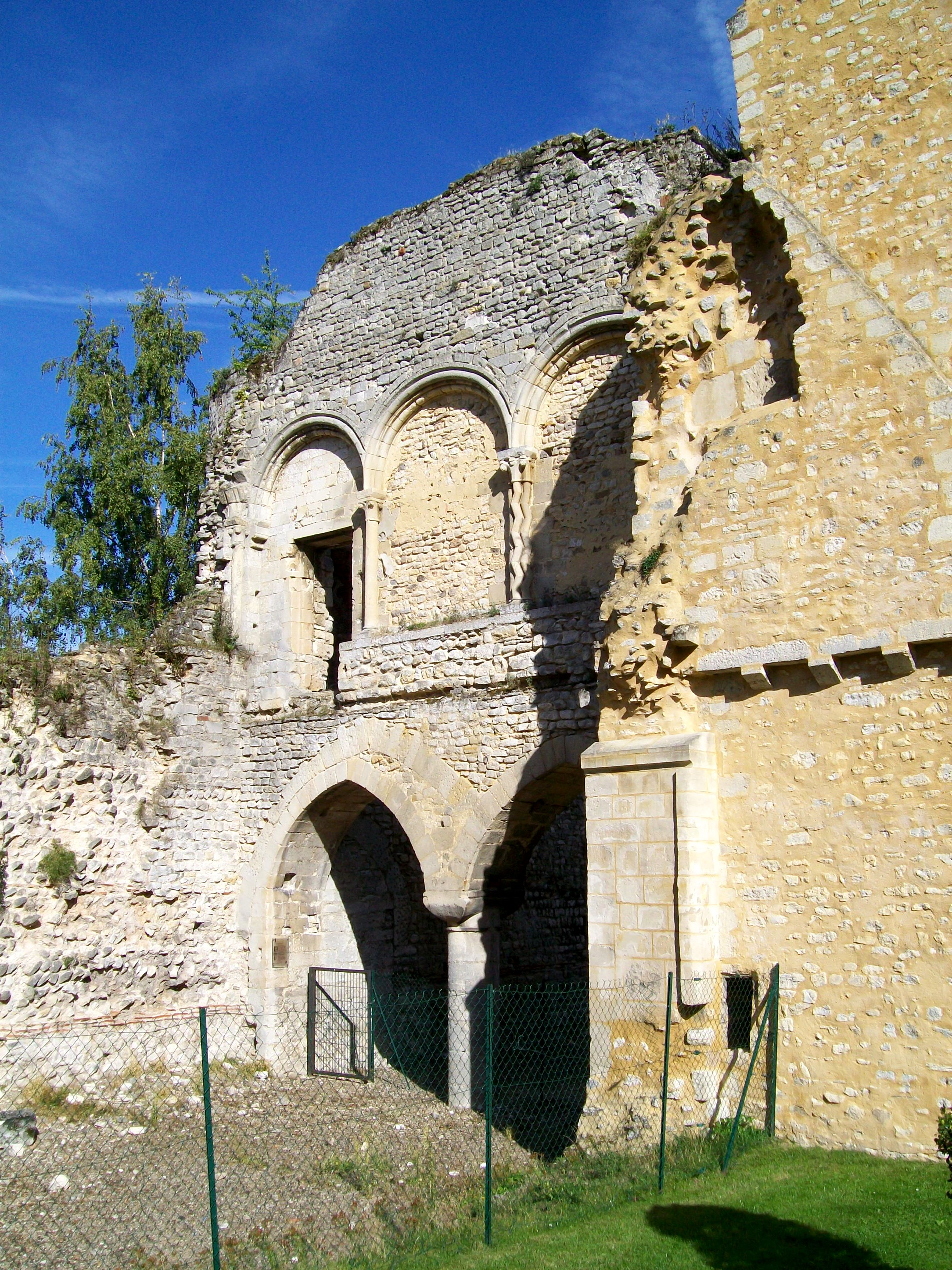
Castello reale di Senlis, grande sala.

## Il motivo a bastoni rotti nel periodo di transizione romanico-gotico
Il motivo a bastoni rotti è ancora frequentemente utilizzato nel periodo di transizione romanico-gotica, sempre nella seconda metà del XII secolo.
Così lo troviamo sul portale ad arco leggermente spezzato dell'abbazzia di Notre-Dame de Ganagobie, la Chiesa di Notre-Dame-de-la-Nativité a Lavilletertre e la Chiesa priorale di Saint-Leu-d'Esserent.

Questo motivo orna ugualmente le arcate in arco spezzato del priorato di Notre-Dame de Salagon, le grandi arcate dell'abside della Chiesa di Saint-Sulpice de Chars e l'abbazia di Saint-Germer-de-Fly, le finestre della sala della tribuna della Chiesa di Saint-Leu-d'Esserent, o le arcate delle traverse sul campanile nord della basilica di Saint-Denis, fanno parte della basilica costruita da Sugerio di Saint-Denis.

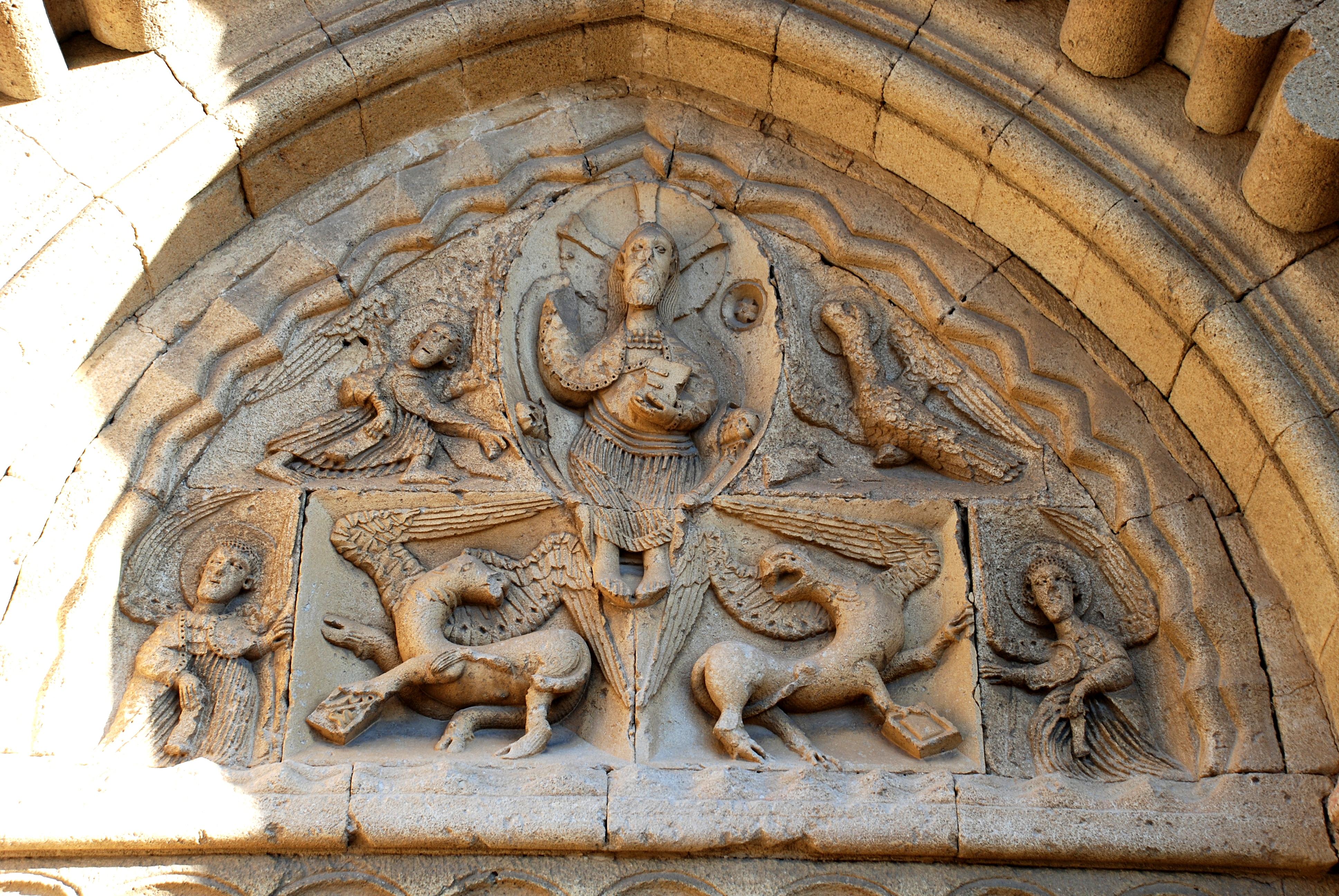
Abbazia di Notre-Dame de Ganagobie, timpano.
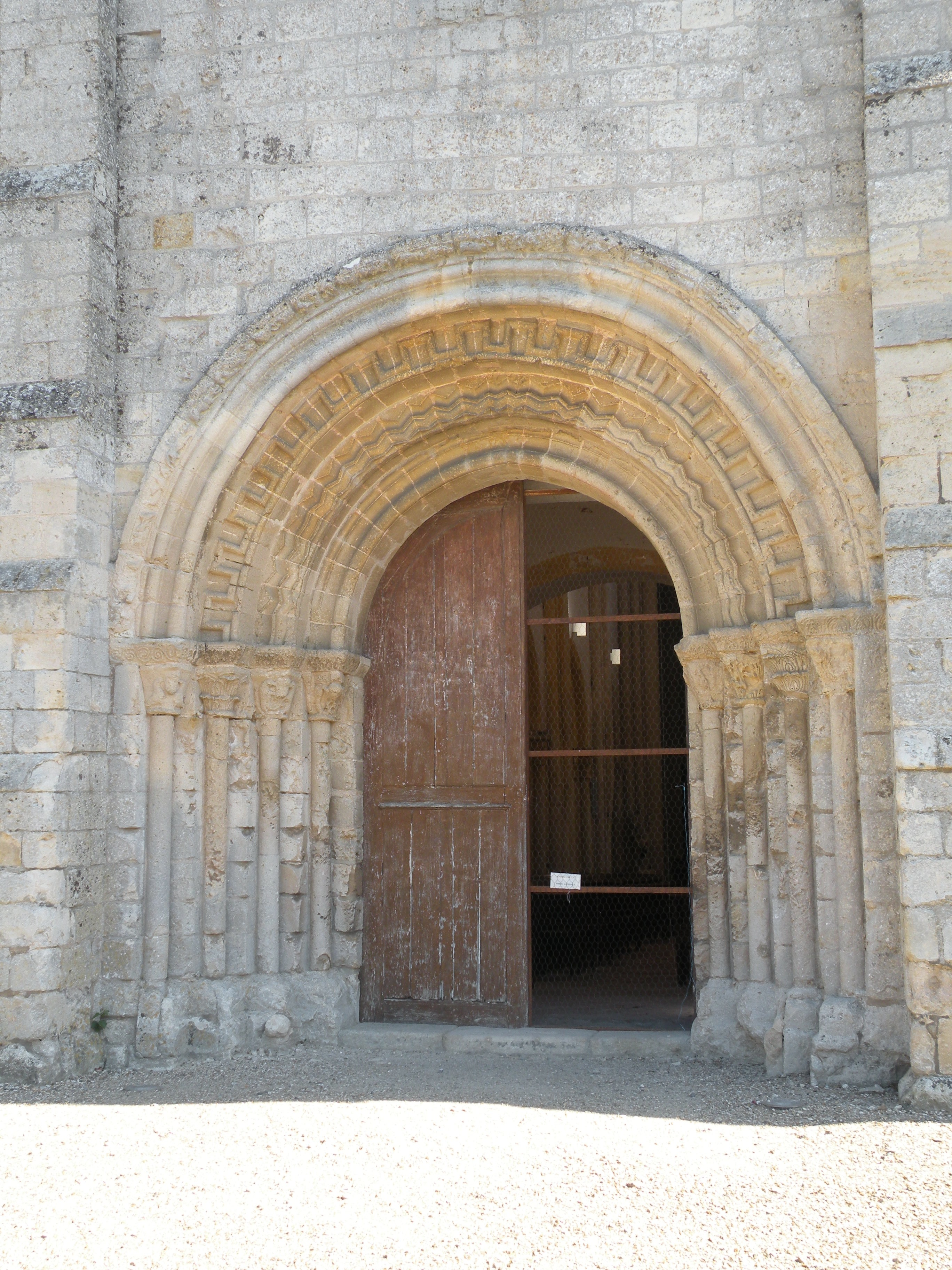
Chiesa di Notre-Dame-de-la-Nativité a Lavilletertre.
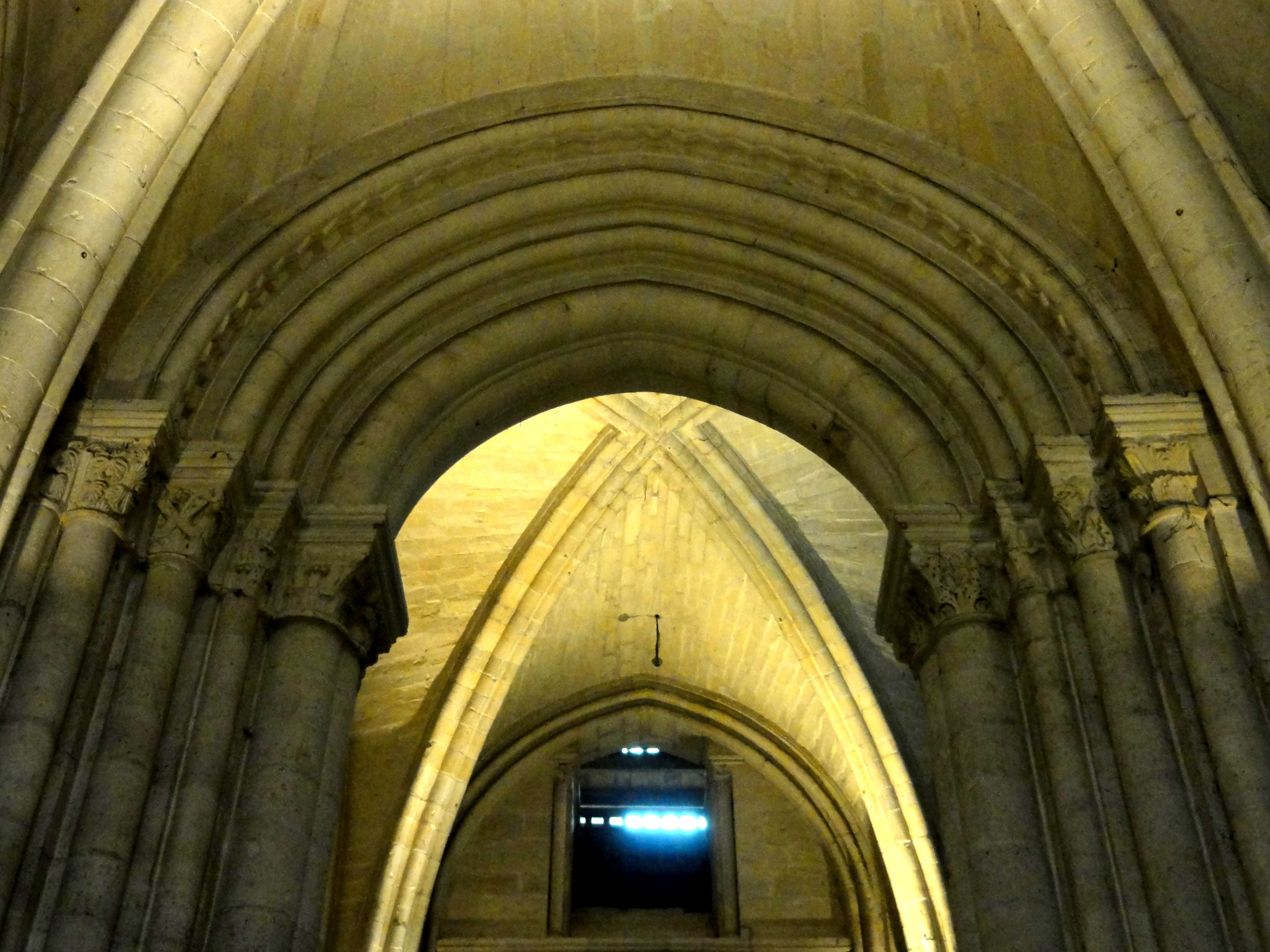
Basilica di Saint-Denis, lungo il campanile nord
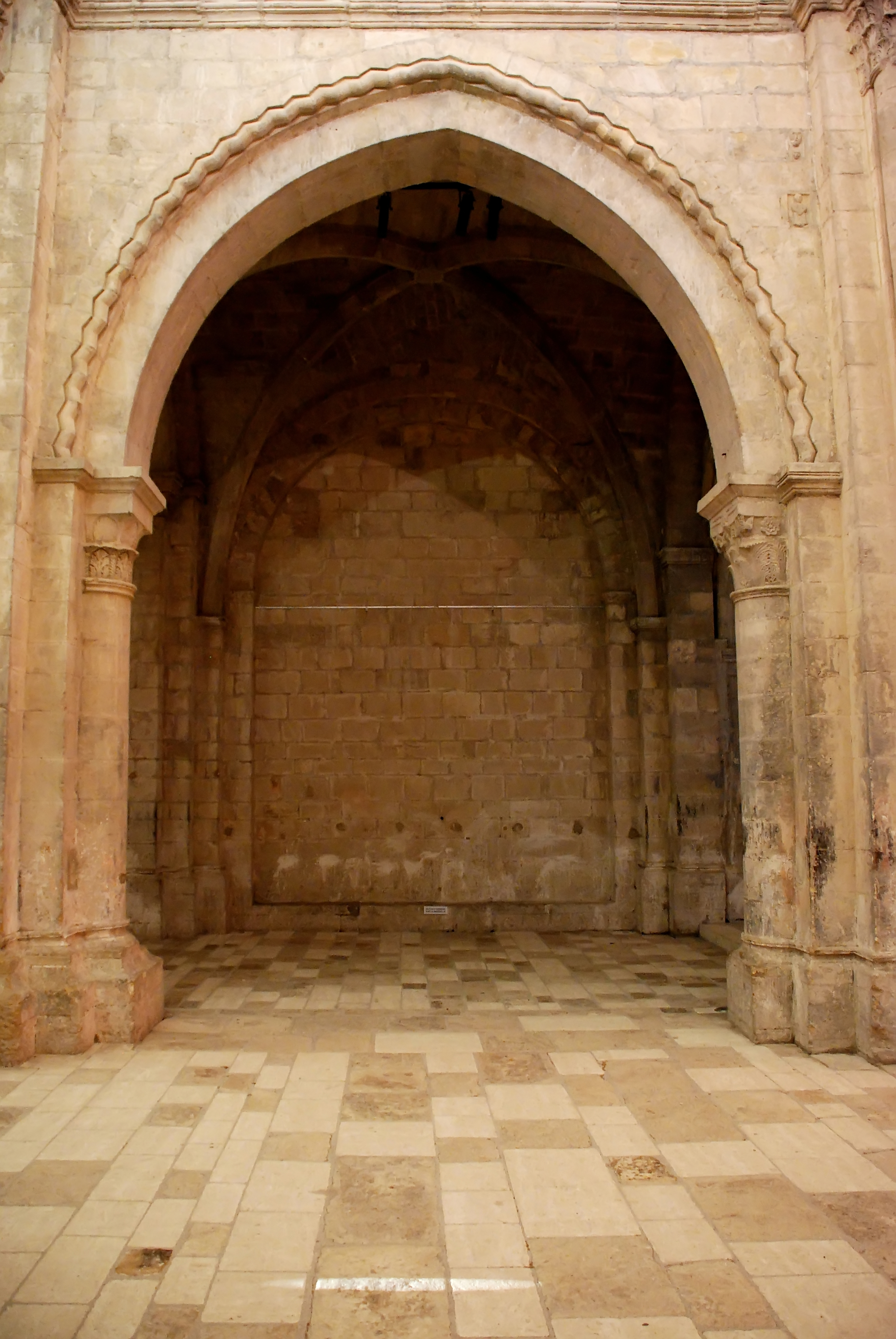
Priorato di Notre-Dame de Salagon, grande arcata.
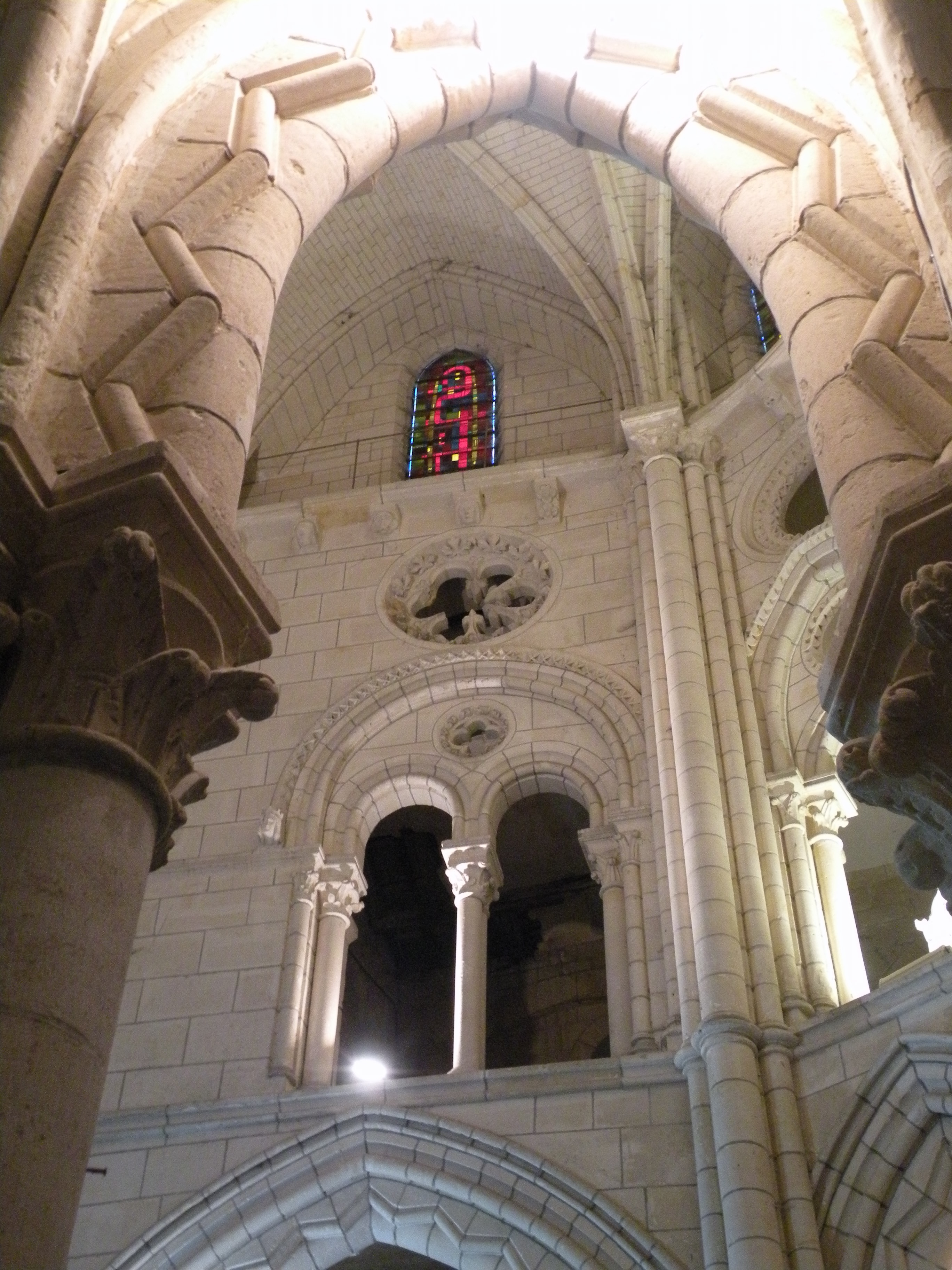
Chiesa di Saint-Sulpice de Chars, grande arcata dell'abside.
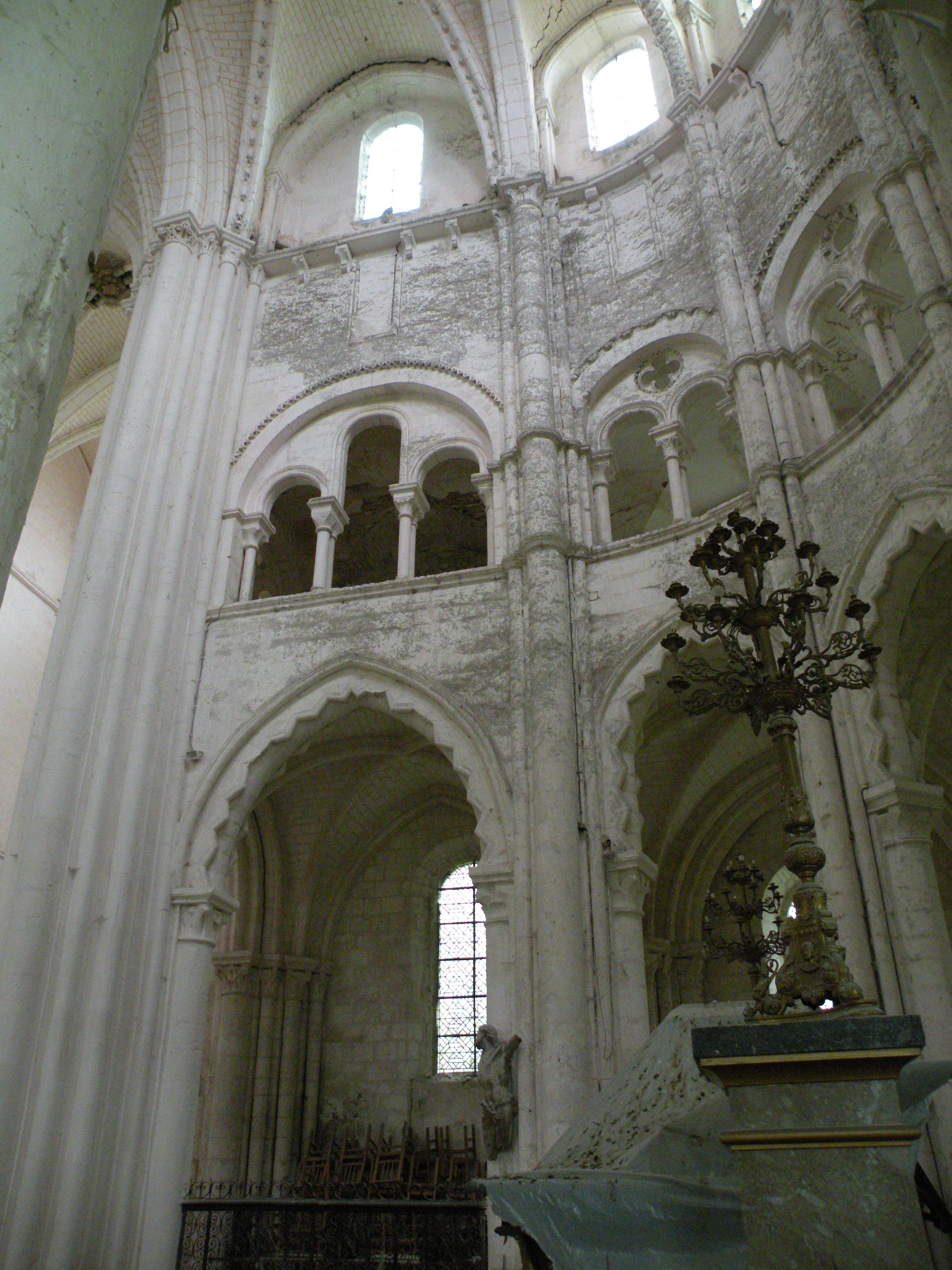
Abbazia di Saint-Germer, grandi arcate dell'abside.

## Il motivo dei bastoni rotti nell'architetturamudéjar

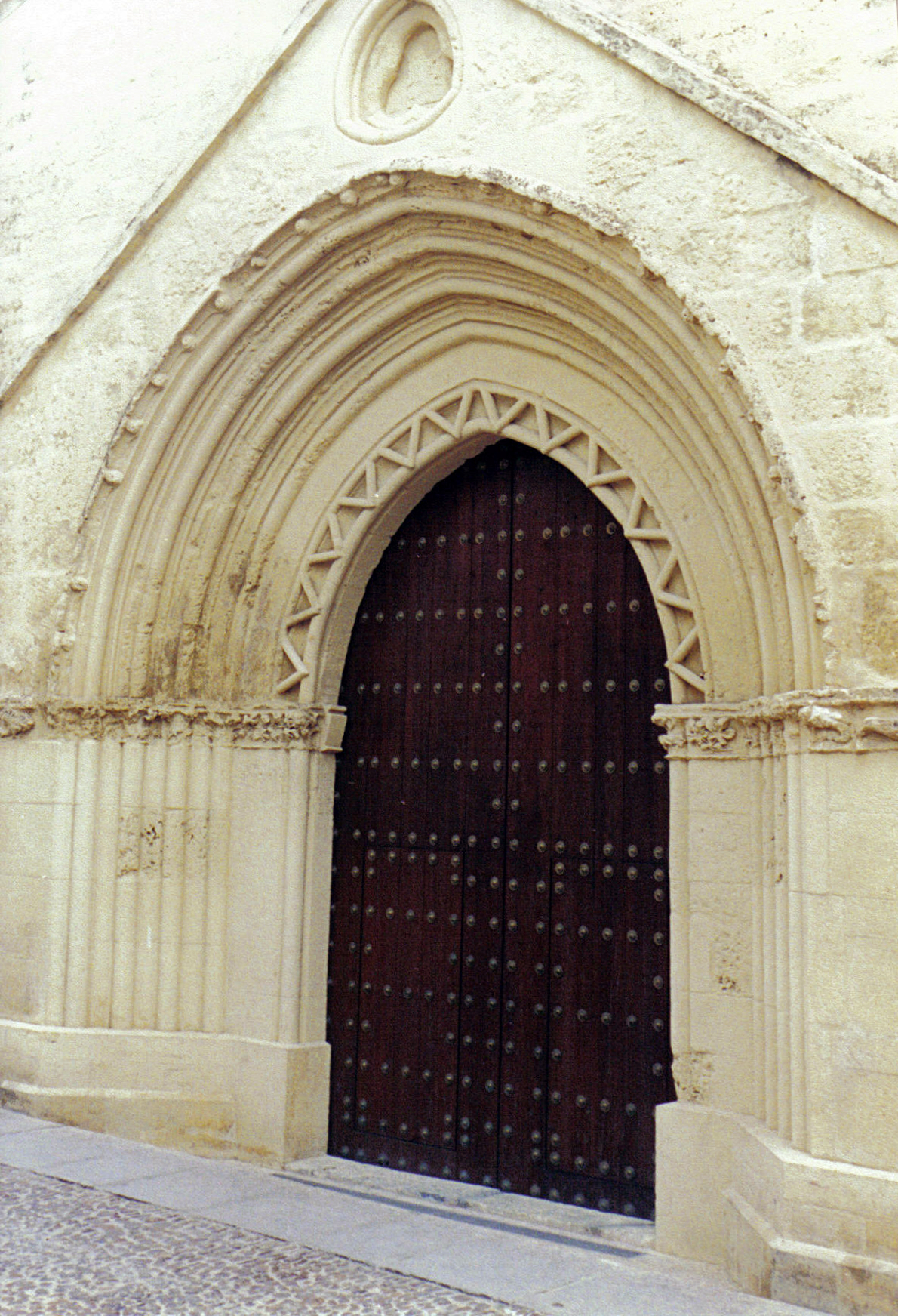
Portale occidentale della chiesa della Maddalena di Cordova

Il motivo a bastoni rotti si può trovare anche in Spagna, nello stile mudéjar, come nel portale meridionale e in quello occidentale della chiesa della Maddalena, una delle dodici chiese fernandine a Cordova.

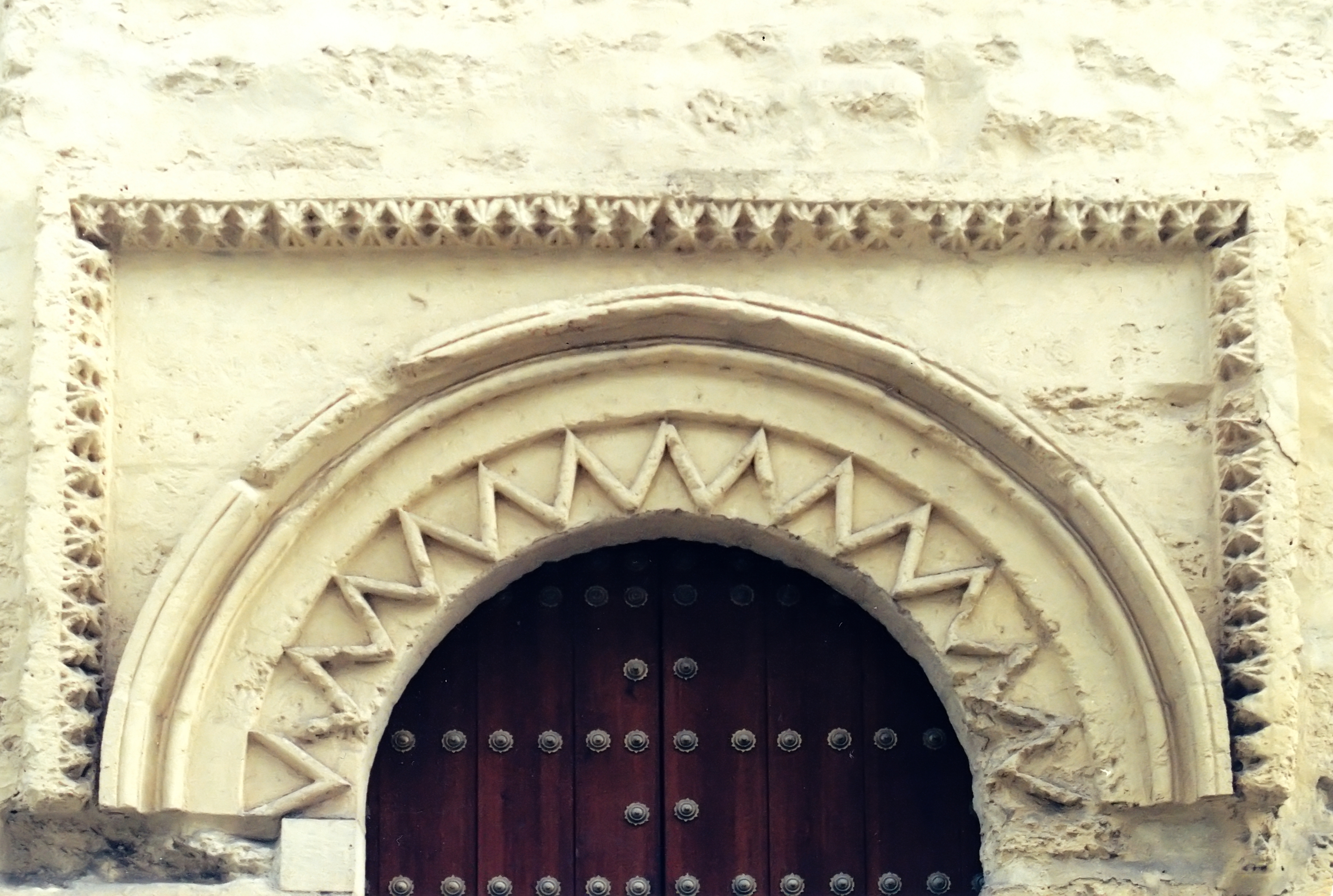
L'arco e lalfiz del portale sud della chiesa della Maddalena di Cordova

## Il gotico chiaramontano
Lo stesso motivo viene applicato nell'architettura della famiglia siciliana dei Chiaramonte, la cui origine è da ricercarsi nella cultura normanna. In tutti i loro possedimenti sparsi in Sicilia sono presenti delle decorazioni a Bastoni rotti. L'architettura chiaramontana è uno stile a sé stante, che recupera elementi diversi attraverso un'interpretazione originale.

## Il modello a bastoni rotti nell'architettura neogotica

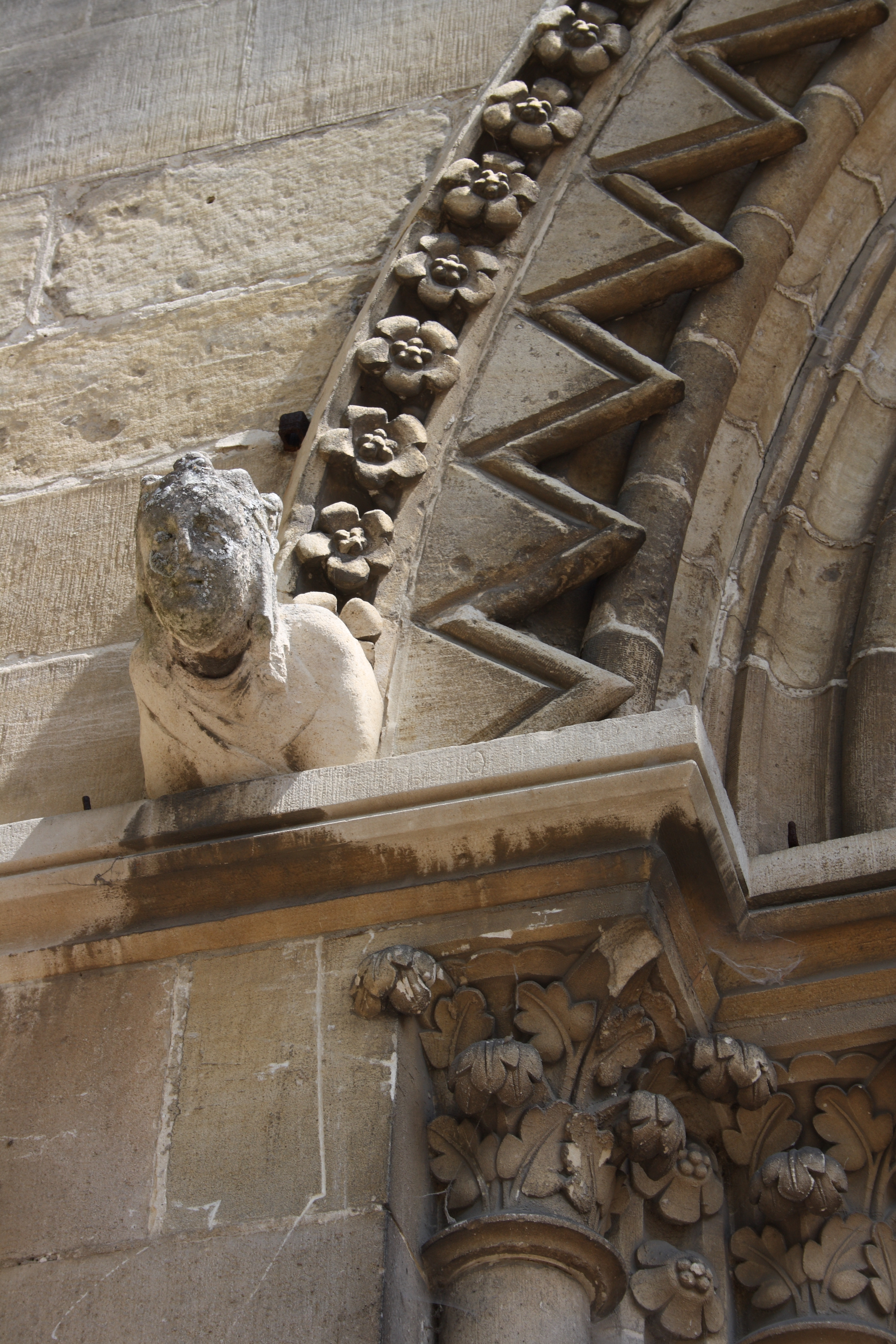
Chiesa di Notre-Dame de Taverny

Infine troviamo questo motivo ornamentale in stile neogotico nel XIX secolo: adornare il portale occidentale di Notre-Dame de Taverny, portale che data in più parti del XIX secolo.